# 457 Alleghenia
457 Alleghenia (mednarodno ime je tudi 457 Alleghenia) je  asteroid v glavnem asteroidnem pasu.

## Odkritje
Asteroid sta 15. septembra 1900 v Heidelbergu odkrila nemška astronoma Max Wolf (1836 -1932) in A. Schwassmann (1870 – 1964). Imenuje se po Observatoriju Allegheny v ZDA.

## Značilnosti
Asteroid Alleghenia obkroži Sonce v 5,44 letih. Njegova tirnica ima izsrednost 0,176, nagnjena pa je za 12,921 ° proti ekliptiki .